# Nikolaj Jakovenko
Nikolaj Ivanovič Jakovenko (in russo Николай Иванович Яковенко?; trasl. angl.: Nikolay Ivanovich Yakovenko; Rostov sul Don, 5 novembre 1941 – Mosca, 22 dicembre 2006) è stato un lottatore sovietico, dal 1991 russo, specializzato nella lotta greco-romana.

## Palmarès

### Olimpiadi
- 2 medaglie:
  - 2 argenti (Città del Messico 1968 nei -97 kg; Monaco di Baviera 1972 nei -100 kg)

### Mondiali
- 3 medaglie:
  - 2 ori (New Delhi 1967 nei -97 kg; Mar del Plata 1969 nei -100 kg)
  - 1 bronzo (Edmonton 1970 nei -100 kg)

### Europei
- 1 medaglie:
  - 1 oro (Katowice 1972 nei -100 kg)